# Ralph Coates
Ralph Coates (Hetton-le-Hole, 26 april 1946 - Bedfordshire, 17 december 2010) was een Engels voetballer. Coates speelde, door deel uit te maken van respectievelijk Burnley FC, Tottenham Hotspur FC en Leyton Orient FC, 480 wedstrijden in de Football League. Tevens maakte hij vier wedstrijden deel uit van het Engels voetbalelftal.
Begin december 2010 werd hij, na een serie van beroertes, opgenomen in het ziekenhuis. Op 17 december liet hij hierdoor het leven.